# Hülenbuchwiesen
Die Hülenbuchwiesen sind ein vom Regierungspräsidium Tübingen am 12. März 1984 ausgewiesenes Naturschutzgebiet auf dem Gebiet der Stadt Meßstetten im Zollernalbkreis in Baden-Württemberg.

## Lage und Beschreibung
Das 44,5 Hektar große Gebiet liegt auf der Albhochfläche nördlich des Meßstettener Stadtteils Tieringen unmittelbar am Albtrauf oberhalb des Balinger Stadtteils Weilstetten. Der das Naturschutzgebiet umgebende Steilhang gehört zum benachbarten Naturschutzgebiet Untereck. Der Bergsporn, auf dessen Hochfläche das Naturschutzgebiet liegt, wird (Lochen-)Hörnle genannt und zählt zu den Balinger Bergen.
Naturräumlich gehört das Gebiet zum Östlichen Großen Heuberg, einer Untereinheit der Haupteinheit Hohe Schwabenalb in der Großlandschaft Schwäbische Alb.
Das Naturschutzgebiet ist Teil des FFH-Gebiet Östlicher Großer Heuberg und des Vogelschutzgebiets Südwestalb und Oberes Donautal und liegt im Naturpark Obere Donau.
Das Schutzgebiet zeichnet sich insbesondere durch großflächige, extensiv genutzte, artenreiche Wiesenlandschaft aus, die durch einzelne Baum- und Gebüschgruppen strukturiert ist. 

## Schutzzweck
Der wesentliche Schutzzweck ist laut Schutzgebietsverordnung „die Erhaltung der einmähdigen Holzwiesen als kulturhistorisches Relikt einer extensiven Landnutzung mit ihrer charakteristischen Flora und Fauna. Von besonderer ökologischer und landschaftsästhetischer Bedeutung sind hierbei die malerischen Einzelbäume und Buschgruppen mit ihren floristisch hochwertigen Saumgesellschaften.“